# Le temps n'a point de rives
Le temps n'a point de rives est un tableau réalisé par le peintre soviétique puis français Marc Chagall en 1930-1939. Cette huile sur toile représente principalement un poisson ailé volant devant une horloge mécanique. Donnée anonymement au Museum of Modern Art de New York en 1943, elle est revendue par ce musée via Christie's en 2004.